# Antonio Calderón Burgos
Antonio Calderón Burgos (Cádiz, Provincia de Cádiz, España, 2 de junio de 1967) es un exfutbolista y entrenador español que actualmente en el Juventud de Torremolinos de la provincia de Málaga, de la Primera Federación  de real federación española de fútbol de la provincia de Málaga

## Trayectoria

### Como jugador
Como futbolista profesional estuvo en activo durante 18 temporadas, habiendo jugado 10 temporadas en Primera División, 6 en Segunda, dos en la Scottish Premiership y una en la Segunda División de Escocia como entrenador jugador, algo frecuente en ocasiones allí. Debutó en Primera División con el equipo de su ciudad, el Cádiz C. F., de la mano de David Vidal en un equipo que marco historia con jugadores como el gran Magico González , Juan José conocido como "Sandokan" por su melena, Pedraza, Cabrera, Chico Linares y un largo etc de jugadores que marcaron una época. Fue en un partido contra el Racing de Santander, el 14 de junio de 1987 con apenas 20 años recién cumplidos pero con mucho desparpajo y como lateral izquierdo, en una temporada marcada por unos playoffs. Con tan solo dos partidos con el primer equipo fue el primer lanzador en ambas tandas de penaltis. Esa temporada, por unos cambios en el formato de descensos durante la temporada- iban a descender tres equipos y se cambió a sólo uno- el Cádiz consiguió que los tres últimos clasificados se jugaran esa plaza en lo que se llamó la Liguilla de la Muerte, que también jugaron Osasuna y Racing de Santander. Debutó el 13 de octubre de 1987 con la selección sub-21, llamado por Luis Suárez en un partido contra Austria que se ganó por 3-0 y que dejaba a falta de un punto para la clasificación de la Eurocopa. Jugado en su casa, en el Ramón de Carranza, cuando salto al terreno de juego fue recibido con una gran ovación.
En su trayectoria ha sido catalogado como un medio centro con mucha clase vistiendo el dorsal número 10 en lo que ha podido ser uno de los mejores Rayo Vallecano de la historia. Entre sus logros constan una final de la Copa del Rey con el R. C. D. Mallorca, dos ascensos a Primera División con el Rayo Vallecano y un campeonato y su correspondiente ascenso de categoría de la Second Division de Escocia. Llegando a ser un jugador de interés en el Fútbol Club Barcelona de Johan Cruyff

### Como entrenador
Raith Rovers (2002-2004)
Como técnico se estrenó en Escocia, cuando fue nombrado jugador entrenador (player manager) del Raith Rovers FC. En su primera temporada, consiguió proclamar al equipo campeón, ascendiendo de categoría. Le fue concedido el galardón de Entrenador del Año por su éxito y por hacer que un equipo escocés fuera popular por practicar un fútbol de toque. En su segunda temporada en el Raith Rovers, consiguió la permanencia sin grandes apuros. Tras la llegada de Claude Anelka en 2004, renunció a su puesto. 
Cádiz C. F. (2004-2008)
Calderón se marchó a su ciudad natal, donde dirigió al equipo División de Honor del Cádiz Club de Fútbol hasta que fue llamado para rescatar al equipo filial del club amarillo, que se encontraba inmerso un serios problemas clasificatorios. A 10 jornadas del final de liga, se encontraba en la penúltima posición y a 8 puntos de la salvación. Con Calderón se ganaron 7 partidos seguidos y se logró salvar la categoría. 
En la temporada 2007-2008, se hizo cargo del primer equipo tras el cese de Mariano García Remón en octubre de 2007. Durante 24 jornadas fue el técnico de su equipo de toda la vida, el Cádiz Club de Fútbol. Fue cesado tras perder el derbi contra el Xerez Club Deportivo, a pesar de estar 5 puntos alejado del descenso. El primer equipo acabaría descendiendo a Segunda B en una dramática última jornada de la temporada 2007-08.
S. D. Huesca (2008-2010)
En 2008, se convirtió en el nuevo técnico de la Sociedad Deportiva Huesca, dirigiendo al conjunto aragonés en su regreso a la categoría de plata. Logró dejar al equipo en 11.º puesto en la temporada 2008-09, por lo que renovó su contrato con el club antes de conseguir otra cómoda permanencia en el curso siguiente.
Albacete Balompié (2010-2011)
Posteriormente, firmó por el Albacete Balompié para la temporada 2010-11. A mediados de temporada, el equipo entró una dinámica negativa (5 derrotas consecutivas) que lo arrastraron a los puestos de descenso y Calderón fue despedido en la jornada 24, aunque el conjunto manchego acabaría descendiendo igualmente.
C. D. Tenerife (2011-2012)
En verano de 2011, el técnico andaluz fichó por el Club Deportivo Tenerife de la Segunda División B, pero el día 22 de enero de 2012 sería destituido tras una mala racha de resultados (7 puntos de los últimos 21 posibles). El C. D. Tenerife no logró ascender a pesar de todo.
Regreso al Huesca (2012)
El 8 de agosto de 2012, poco antes del inicio de liga, se anunció su fichaje como entrenador de la Sociedad Deportiva Huesca, iniciando su segunda etapa en la entidad oscense. Sin embargo, en diciembre de 2012, el Huesca rescindió su contrato debido a que el equipo ocupaba puestos de descenso. A pesar de su cese y de los fichajes de invierno, el conjunto aragonés descendió de categoría de la mano del técnico Jorge D'Alessandro.
Regreso al Cádiz (2014-2015)
El 18 de marzo de 2014, se incorporó al Cádiz C. F. hasta final de temporada. Logró clasificarse para el "play-off" de ascenso, con una inmaculada racha de 6 victorias y 2 empates, logrando arrebatar el cuarto puesto al Guadalajara, que lo aventajaba en 4 puntos, pero fue eliminado por el Centre d'Esports L'Hospitalet en el descuento del partido de vuelta. Continuaría al frente del conjunto amarillo hasta su destitución en noviembre de 2014.
Granada C. F. (2016)
En febrero de 2016, se convirtió en segundo entrenador del Granada Club de Fútbol de la Primera División de España, al que llegó para ayudar a José González a salvar al equipo en la penúltima jornada de Liga.
C. F. Fuenlabrada (2016-2018)
El 25 de octubre de 2016, Calderón llegó al banquillo del Club de Fútbol Fuenlabrada. El equipo madrileño había cesado días atrás al serbio Josip Višnjić, siendo el entrenador gaditano quien se puso al frente del conjunto del Grupo II de Segunda División B. Calderón logró esa temporada enderezar el rumbo y clasificar al C. F. Fuenlabrada, por primera vez en su historia, para los "play-off" de ascenso a Segunda División, gracias a una impecable segunda vuelta. Entre sus logros, esa temporada, está el haber clasificado al equipo para la final de la Copa Federación.
Calderón renovó su contrato con el C. F. Fuenlabrada, haciendo historia de nuevo al alcanzar los dieciseisavos de la Copa del Rey y medirse al Real Madrid, consiguiendo empatar en el Santiago Bernabéu. El C. F. Fuenlabrada, de la mano de Calderón, realizó una gran primera vuelta, siendo líder destacado gracias a una increíble racha de 17 partidos sin perder, pero la política de fichajes del club en el mercado de invierno, con la venta de su jugador Luis Milla, la rescisión de Paco Candela y el fichaje fallido de Marcos Gullón hicieron disminuir el rendimiento del equipo y Calderón fue cesado tras empatar en el campo del San Sebastián de los Reyes, cuando solo faltaban 5 jornadas para acabar la liga regular y el equipo se encontraba en la tercera posición, la misma en la que acabó.
Nogoom F. C. (2018)
El 10 de agosto de 2018, fichó por el recién ascendido por primera vez en su historia Nogoom F. C. de la Primera División de Egipto, pero abandonó el cargo por razones personales el 14 de septiembre de 2018, habiendo sido capaz de vencer al histórico Zamalek.
Salamanca C. F. UDS (2018-2019)
El 7 de octubre de 2018, se anunció su fichaje por el Salamanca Club de Fútbol UDS, recién ascendido a Segunda División B del fútbol español, que había cesado el día 3 de octubre José Miguel Campos. Antonio Calderón recibe el equipo en puestos de descenso a tercera división, pero pronto el equipo da muestras de recuperación. Finalmente se logra el objetivo de la permanencia, alcanzando un meritorio 12.º puesto, tras ganar en la última jornada en el campo del Celta B por 1 gol a 2, condenando al equipo gallego a jugar la promoción para la permanencia en Segunda División B. Dos días después de cumplir el objetivo, Antonio Calderón anuncia que no seguirá como técnico del Salamanca C. F. la siguiente temporada.
Real Balompédica Linense (2019-2021)
El 17 de diciembre de 2019, se hizo oficial su fichaje por la Real Balompédica Linense hasta el final de temporada sustituyendo a Jordi Roger Ceballos. Su estreno no pudo ser mejor, encadenando 3 victorias consecutivas en sus 3 primeros partidos. La pandemia del COVID-19 cercenó su escalada tras el empate a cero contra el Granada B. Antonio Calderón renovó con la Real Balompédica Linense por una temporada más, en la que consiguió el ascenso a la Primera División RFEF, categoría de nueva creación. Tras el éxito conseguido, el 17 de mayo de 2021 anunció su marcha.
Salamanca C. F. UDS (2021-2022)
Durante el verano de 2021, Calderón se comprometió con el Salamanca Club de Fútbol UDS por dos temporadas. Pero los resultados no fueron los esperados y Antonio Calderón puso el cargo a disposición del club el 14 de febrero de 2022. El club lo aceptó y Calderón abandonó el club.
KMSK Deinze (2022-2023)
En agosto del 2022, tras analizar diferentes ofertas, optó por una propuesta nueva en su carrera dando el paso para comenzar con un proyecto de visión de futuro y aparente seriedad en su corta trayectoria. Incorporándose de esta manera como parte del cuerpo técnico en un club de fútbol de Bélgica KMSK Deinze con el puesto de asesor técnico y segundo entrenador del técnico japonés Takahisa Shiraishi. En octubre se hace cargo del banquillo del KMSK Deinze de la Segunda División de Bélgica tras la salida del nipón y la llegada de Marc Grosjean, con quien continuaría en su cuerpo técnico.
Juventud de Torremolinos Club de Fútbol (2023 hasta la actualidad)
El 14 de marzo de 2023, llega como entrenador para intentar salvar la categoría del Juventud de Torremolinos Club de Fútbol de la Segunda Federación. en una situación complicada en la que finalmente no fue posible. En la temporada 23/24 continua dirigiendo desde el banquillo, a pesar de su descenso a tercera Federación, junto al resto de componentes del proyecto. Llevando a cabo un ascenso directo de categoría tras ganar la liga.

## Clubes

### Como jugador
| Club                 | País    | Año       |
| -------------------- | ------- | --------- |
| Cádiz C. F.          | España  | 1986-1989 |
| R. C. D. Mallorca    | España  | 1989-1991 |
| Rayo Vallecano       | España  | 1991-1996 |
| U. E. Lleida         | España  | 1996-2000 |
| Airdrie United F. C. | Escocia | 2000-2001 |
| Kilmarnock F. C.     | Escocia | 2000-2002 |
| Raith Rovers F. C.   | Escocia | 2002-2004 |

### Como entrenador
| Club                                  | País    | Año       |
| ------------------------------------- | ------- | --------- |
| Raith Rovers F. C.                    | Escocia | 2002-2004 |
| Cádiz C. F. Juvenil División de Honor | España  | 2004-2005 |
| Cádiz C. F. "B"                       | España  | 2004-2007 |
| Cádiz C. F.                           | España  | 2007-2008 |
| S. D. Huesca                          | España  | 2008-2010 |
| Albacete Balompié                     | España  | 2010-2011 |
| C. D. Tenerife                        | España  | 2011-2012 |
| S. D. Huesca                          | España  | 2012      |
| Cádiz C. F.                           | España  | 2014-2015 |
| Granada C. F. (segundo entrenador)    | España  | 2016      |
| C. F. Fuenlabrada                     | España  | 2016-2018 |
| Nogoom F. C.                          | Egipto  | 2018-2019 |
| Salamanca C. F. UDS                   | España  | 2018-2019 |
| Real Balompédica Linense              | España  | 2019-2021 |
| Salamanca C. F. UDS                   | España  | 2021-2022 |
| KMSK Deinze (2º entrenador)           | Bélgica | 2022-2023 |
| Juventud de Torremolinos              | España  | 2023-     |